# Katara Muddalahalli, Srinivaspur
Katara Muddalahalli là một làng thuộc tehsil Srinivaspur, huyện Kolar, bang Karnataka, Ấn Độ.